# Oenanthe gigantea
Oenanthe gigantea är en flockblommig växtart som beskrevs av Antonio Maurizio Zumaglini. Oenanthe gigantea ingår i släktet stäkror, och familjen flockblommiga växter. Inga underarter finns listade i Catalogue of Life.